# Krynica (powiat krasnostawski)
Krynica – wieś w Polsce położona w województwie lubelskim, w powiecie krasnostawskim, w gminie Krasnystaw.
W latach 1975–1998 miejscowość należała administracyjnie do województwa chełmskiego.
Wieś stanowi sołectwo gminy Krasnystaw. Według Narodowego Spisu Powszechnego (III 2011 r.) wieś liczyła 150 mieszkańców.
Wierni Kościoła rzymskokatolickiego należą do parafii św. Jozafata Kuncewicza w Rejowcu.

## Atrakcje turystyczne
Góra Ariańska
W miejscowości znajduje się wzgórze o wysokości 290 m n.p.m. porośnięte lasem. Wzniesienie wchodzi w skład Działów Grabowieckich. 30 maja 1981 uznane zostało za pomnik przyrody nieożywionej.
Grobisko ariańskie, mauzoleum
Na szczycie góry ariańskiej znajduje się mauzoleum wzniesione w I poł. XVII w. prawdopodobnie przez podkomorzego chełmskiego Pawła Orzechowskiego. Jest to budowla na planie kwadratu, zwieńczona piramidą o wysokości około 15 m. W sumie wysokość obiektu wynosi około 20 metrów.  Historycy podejrzewają, że ze względu na to, że Orzechowski był arianinem, nie mógł być pochowany na katolickim cmentarzu i spoczął w odosobnieniu, w takim właśnie niezwykłym w formie grobowcu. Wśród okolicznych mieszkańców budowla ta zwana jest "Wieżą Ariańską", "Arianką" lub "Grobiskiem".

## Szlaki turystyczne
Pieszy szlak turystyczny:  – Szlak Ariański
Rowerowy szlak turystyczny: Szlak Mikołaja Reja
Szlak Stawów Kańskich